# Produktionsbolaget Filt
Produktionsbolaget filt är ett oberoende svenskt produktionsbolag som gör redaktionella radioprogram , podradio och andra ljudproduktioner. Filt startades 2002 av Roger Dackegård, Anders Elfström och Erik Roll. Bolaget sysselsätter ca 35 personer och har kontor i Köpenhamn och Stockholm.
Filts arbetar med: Redaktionell radio (för Sveriges radio) och Danmarks radio), Podradio  och webbradio samt Audioguider och ljudläggning